# Jacob Latimore
Jacob O'Neal Latimore (Milwaukee, 10 augustus 1996) is een Amerikaans acteur en zanger. Hij speelde in diverse films en series, waaronder The Maze Runner, Texas Chainsaw Massacre en The Finder.

## Filmografie

### Film
- 2010: Vanishing on 7th Street, als James Leary
- 2013: Black Nativity, als Langston
- 2014: Ride Along, als Ramon
- 2014: The Maze Runner, als Jeff
- 2016: Bilal: A New Breed of Hero, als tiener Bilal
- 2016: Collateral Beauty, als Raffi / Time
- 2017: Sleight, als Bashir 'Bo' Wolfe
- 2017: Detroit, als Fred Temple
- 2017: Krystal, als Bobby Bryant
- 2018: Candy Jar, als Bennett Russell
- 2019: Gully, als Calvin
- 2019: The Last Summer, als Alec
- 2020: Like a Boss, als Harry
- 2022: Texas Chainsaw Massacre, als Dante Spivey
- 2023: House Party, als Kevin

### Televisie
- 2009: One Tree Hill, als kind
- 2011: Tyler Perry's House of Payne, als Dante
- 2011: So Random!, als zichzelf
- 2011: Reed Between the Lines, als Jacob
- 2012: The Finder, als jonge Trey
- 2014: Survivor's Remorse, als Johnny Miller
- 2018-2024: The Chi, als Emmett

## Discografie

### Studio albums
- 2016: Connection
- 2019: Connection2
- 2020: C3

### Mixtapes en EP's
- 2009: I Am the Future
- 2012: This is Me
- 2013: This is Me 2
- 2020: Leo Season